# Copa América Centenario 2016

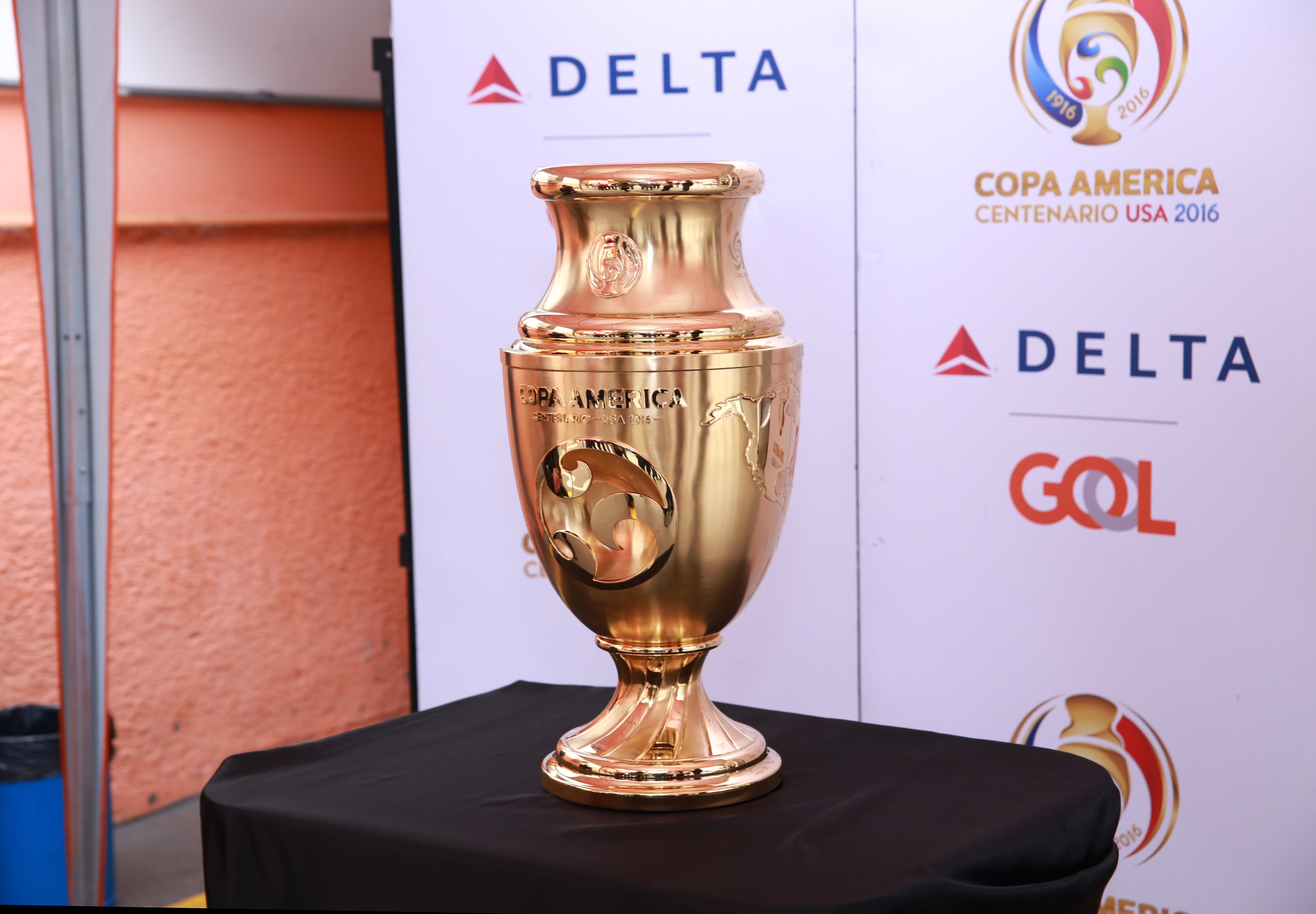
Die Trophäe der Copa América Centenario

Die Copa América Centenario war die 45. Ausspielung der südamerikanischen Kontinentalmeisterschaft im Fußball und gleichzeitig Sonderausgabe unter Einbeziehung von Teilnehmern des nordamerikanischen Verbandes CONCACAF. Das Turnier fand – anlässlich des 100-jährigen Bestehens des südamerikanischen Fußballverbandes CONMEBOL – erstmals außerhalb von Südamerika statt und wurde in den USA ausgetragen. Neben den zehn Teilnehmern der CONMEBOL nahmen auch sechs Teilnehmer der CONCACAF am Turnier teil.
Im Finale kam es zur Wiederauflage des Endspiels der Copa América 2015 zwischen Argentinien und Chile. Genauso wie dort stand es auch dieses Mal nach 120 Minuten 0:0. Chile konnte sich im anschließenden Elfmeterschießen mit 4:2 durchsetzen.

## Planung und Wahl des Austragungsortes
Der CONMEBOL-Präsident Nicolás Leoz gab im Januar 2012 bekannt, dass es Bestrebungen gebe, die beiden amerikanischen Fußballverbände CONMEBOL und CONCACAF zu vereinigen und in der Zukunft panamerikanische Kontinentalmeisterschaften auszutragen.
Kurz darauf kündigte der damals amtierende CONCACAF-Präsident Alfredo Hawit an, dass anlässlich des 100-jährigen Bestehens des südamerikanischen Fußball-Verbandes CONMEBOL im Jahr 2016 ein Turnier stattfinden soll. Der CONMEBOL-Präsident Nicolás Leoz erwähnte bei einem Interview, dass Mexiko ein möglicher Gastgeber für das Turnier sei, da mexikanische Vereine bei der Copa Libertadores sowie die mexikanische Nationalmannschaft seit 1993 an der Copa América teilnehmen und sowohl sportlich als auch wirtschaftlich bedeutend seien – ohne Erwähnung weiterer potentieller Gastgeber. Luis Chiriboga, der Präsident des ecuadorianischen Fußballverbandes, schlug vor, das Turnier in den USA und in Mexiko austragen zu lassen. Alfredo Hawit empfahl die USA anstatt Mexiko als idealen und einzigen Gastgeber, da das Land eine bessere Stadioninfrastruktur, potenziell höhere Stadionzuschauerzahlen und das allgemeine bessere Vermarktungspotenzial aufweise.
Anfang Juli 2012 trafen sich die beiden Präsidenten der Kontinentalverbände, Nicolás Leoz (CONMEBOL) und Jeffrey Webb (CONCACAF), zu den ersten Sondierungsgesprächen in São Paulo. Webb begründete bei diesen Treffen, warum die Copa América für die CONCACAF interessant sei, unter anderem damit, dass er eine einmalige Gelegenheit sehe, eine „echte Copa América“ zu veranstalten, die die Beteiligung beider amerikanischen Verbände ermögliche.
Das Turnier wurde von der CONMEBOL am 24. Oktober 2012 bekannt gegeben. Daraufhin erwiderten der US-amerikanische Fußballverband und die CONCACAF die Bekanntgabe der CONMEBOL, da die Verhandlungen noch nicht abgeschlossen waren und noch kein gemeinsamer Konsens gefunden wurde.
Am 1. Mai 2014 wurde das Turnier während einer gemeinsamen Pressekonferenz der CONCACAF und CONMEBOL offiziell bestätigt. Die FIFA gab am 26. September 2014 bekannt, dass das Turnier im offiziellen Veranstaltungskalender berücksichtigt werde. Dadurch ist die Copa América Centenario als offizielles Turnier anerkannt, gleichzeitig sind die Vereine dazu verpflichtet, ihre Spieler für das Turnier bereitzustellen.

## Korruption
Das Turnier wurde in Frage gestellt, nachdem mehrere Spitzenfunktionäre der FIFA, CONMEBOL und CONCACAF festgenommen wurden. Ihnen wird vorgeworfen, Bestechungsgelder durch Vertreter von Sportmedien und von Sportvermarktungsunternehmen der Firma Datisa – eine Partnerschaft zwischen den Firmen Full Play, Torneos und Traffic Sports – in einem Volumen von insgesamt über 150 Millionen US-Dollar angenommen zu haben. Als Gegenleistungen sollen diese Medien-, Vermarktungs- und Sponsoringrechte bei Fußballturnieren in den USA und Lateinamerika erhalten haben. Es geht dabei um Vorfälle, die bis ins Jahr 1991 zurückreichen.
Im Dezember 2014 wurde der Brasilianer José Hawilla, Gründer und Sportvermarkter der Firma Traffic Sports, wegen „Korruptionsvorwürfen einschließlich Erpressung, Überweisungsbetrug und Geldwäsche“ für schuldig erklärt. In einer Anklage erklärte das US-amerikanische FBI, dass die Funktionäre Bestechungsgelder in Höhe von 20 Millionen US-Dollar für die Copa América Centenario erhalten haben. Im Zuge der Untersuchungen der US-Justiz wurden mehrere Bankkonten eingefroren, weshalb die Durchführung des Turniers zwischenzeitlich fraglich war.
Im Zusammenhang mit den US-amerikanischen Ermittlungen veröffentlichte Interpol am 3. Juni 2015 ein internationales Festnahmeersuchen, eine sogenannte Red Notice, für sechs Personen in Bezug auf den Korruptionsfall in der FIFA. Es handelt sich dabei um den ehemaligen CONCACAF-Präsident Jack Warner und CONMEBOL-Präsidenten Nicolás Leoz sowie vier Geschäftsleute aus dem Sportmarketingbereich: Alejandro Burzaco sowie Hugo und Mariano Jinkis, alle drei aus Argentinien, außerdem José Margulies aus Brasilien.
Am 21. Oktober 2015 gab die CONCACAF bekannt, dass sie die Zusammenarbeit mit Datisa beendet haben. Wenige Tage später gab auch die CONMEBOL die Beendigung der Zusammenarbeit mit Datisa bekannt.
Am 23. Oktober 2015 gaben CONCACAF, CONMEBOL und der US-amerikanische Fußballverband offiziell bekannt, dass das Turnier trotz der laufenden Ermittlungen stattfinden werde.

## Teilnehmende Mannschaften
Bis zur offiziellen Bekanntgabe des Turniers gab es mehrere Überlegungen, welche und wie viele Nationalmannschaften am Turnier teilnehmen sollten. Es stand bereits zu Beginn der Überlegungen fest, dass alle Mitglieder der CONMEBOL am Turnier anwesend sein werden. Es war jedoch noch unklar, wie viele CONCACAF-Teilnehmer sich für das Turnier qualifizieren können sollten. So gab es vage Äußerungen, unter anderem vom CONMEBOL-Präsident Leoz und vom Präsidenten des ecuadorianischen Fußballverbandes Luis Chiriboga, dass sechs oder acht CONCACAF-Teilnehmer am Turnier teilnehmen würden.
Wie schon bei vorherigen Auflagen der Copa América sollten Gastmannschaften zum Turnier eingeladen werden. So wurden unter anderem Portugal, Italien, Frankreich, Spanien und Japan in Betracht gezogen. Eine Teilnahme von europäischen Mannschaften wäre allerdings ohnehin nur möglich gewesen, wenn man das Turnier nicht weitestgehend parallel zur Fußball-Europameisterschaft 2016 terminiert hätte.
Bei der offiziellen Pressekonferenz der CONMEBOL und CONCACAF am 1. Mai 2014 – und der damit offiziellen Bestätigung des Turniers – wurde bekanntgegeben, dass sich das Turnier aus 16 Teilnehmern zusammensetzt. Mit dabei sind alle zehn Mitglieder der CONMEBOL sowie sechs weitere Teilnehmer der CONCACAF.
Die USA als Gastgeber und Mexiko als Gastmannschaft waren bereits fest für das Turnier qualifiziert. Die anderen vier Teilnehmer sind Costa Rica als Gewinner der Copa Centroamericana 2014, Jamaika als Gewinner des Caribbean Cups 2014 und zwei Nationalmannschaften, die sich durch den Gold Cup 2015 qualifizieren. Als Teilnehmer des Gold Cups 2015, die nicht bereits auf anderem Wege für die Copa América Centenario 2016 qualifiziert waren, kamen somit noch Haiti, Kuba, Panama und Trinidad und Tobago in Betracht.
Die beiden verbleibenden Plätze wurden in Play-offs ausgespielt, wobei Panama, als bestes noch nicht für die Copa 2016 qualifiziertes Team beim Gold Cup 2015, auf Kuba traf, das beim Gold Cup viertbestes der noch nicht qualifizierten Teams wurde. Zudem traf Trinidad und Tobago auf Haiti, im Duell des zweit- und drittbesten der noch nicht für die Copa 2016 qualifizierten Teams beim Gold Cup 2015. Die Play-offs wurden am 8. Januar 2016 im Estadio Rommel Fernández in Panama-Stadt ausgetragen. Haiti besiegte Trinidad und Tobago mit 1:0, Panama war mit 4:0 über Kuba erfolgreich.
Somit ergibt sich das nachfolgend aufgeführte Teilnehmerfeld:
| 10 von CONMEBOL | Argentinien | Paraguay  | Bolivien    | Ecuador  |
| | Peru        | Brasilien | Kolumbien   | Uruguay  |
| | Chile2      | Venezuela |             |          |
| 6 von CONCACAF | USA1        | Mexiko3   | Costa Rica4 | Jamaika5 |
| | Panama6     | Haiti6    |             |          |
| 1Gastgeber und automatisch qualifiziert/ 2Titelverteidiger/ 3Gastmannschaft/ 4Qualifiziert durch den Gewinn der Copa Centroamericana 2014 5Qualifiziert durch den Gewinn des Caribbean Cups 2014/ 6Zwei Nationalmannschaften, die sich durch Play-offs infolge ihrer Ergebnisse beim Gold Cup 2015 qualifizierten |             |           |             |          |

## Spielorte
Es bewarben sich 24 Metropolregionen aus 18 US-Bundesstaaten um die Austragung der Spiele. Die Metropolregionen waren:
- Arizona: Phoenix
- Kalifornien: Los Angeles, San Diego, San Francisco
- Colorado: Denver
- Washington, D.C.: Washington, D.C.
- Florida: Jacksonville, Orlando, Tampa
- Georgia: Atlanta
- Illinois: Chicago
- Indiana: Indianapolis
- Maryland: Baltimore
- Massachusetts: Boston
- Michigan: Detroit
- Missouri: Kansas City, St. Louis
- New York/New Jersey: Greater New York
- Ohio: Cleveland
- Pennsylvania: Philadelphia
- Tennessee: Nashville
- Texas: Dallas, Houston
- Washington: Seattle

Die Stadien wurden im Rahmen eines Ausschreibungsverfahren ausgewählt. Dabei wurden Mindestanforderungen an die Stadien gestellt, u. a. eine Mindestkapazität von 50.000 Zuschauern. Die endgültige Bekanntgabe der Spielorte sollte eigentlich im Mai 2015 erfolgen, zwischen acht und 13 Stadien sollten ausgewählt werden. Die Bekanntgabe verzögerte sich aber wegen der Ermittlungen durch das FBI und die Korruptionsvorwürfe (siehe Abschnitt Korruption) bis in den November.
Am 19. November wurden von der CONCACAF, CONMEBOL und dem US-amerikanischen Fußballverband folgende zehn Stadien als Austragungsorte benannt:
| Pasadena |

| Santa Clara |

| Glendale |

| Chicago |

| Foxborough |

| East Rutherford |

| Philadelphia |

| Houston |

| Orlando |

| Seattle |

| Pasadena |

| Santa Clara |

| Glendale |

| Chicago |

| Foxborough |

| East Rutherford |

| Philadelphia |

| Houston |

| Orlando |

| Seattle |

Das Endspiel sollte am 26. Juni 2016 im MetLife Stadium in East Rutherford stattfinden. Für das Turnier wurde das Spielfeld aus Kunstrasen gegen eine natürliche Rasendecke gewechselt.

## Auslosung
Die Auslosung der Gruppenphase der Endrunde fand am 21. Februar 2016 in New York statt. Die Organisationskommission hatte bereits am 17. Dezember 2015 die Lostöpfe und den Spielplan festgelegt. Als Köpfe der vier Gruppen wurden der Gastgeber USA (Gruppe A) und – aufgrund der besten Platzierung in der FIFA-Weltrangliste vom Dezember 2015 aller teilnehmenden Nationalmannschaften – Argentinien (Gruppe D) sowie Brasilien (Gruppe B) und Mexiko (Gruppe C), als die erfolgreichsten Nationalmannschaften ihrer jeweiligen Kontinentalverbände, gesetzt. Sie bildeten Lostopf 1, Topf 3 umfasste die vier verbliebenen Nationalmannschaften des Kontinentalverbandes CONCACAF. Die Töpfe 2 und 4 umfassten die acht übrigen Nationalmannschaften des Kontinentalverbandes CONMEBOL und wurden nach der FIFA-Weltrangliste vom Dezember 2015 besetzt.
Lostopf 1: USA (Gruppe A), Brasilien (Gruppe B), Mexiko (Gruppe C) und Argentinien (Gruppe D).
Lostopf 2: Chile (5.), Kolumbien (8.), Uruguay (11.) und Ecuador (13.).
Lostopf 3: Costa Rica (37.), Jamaika (54.), Panama (64.) und Haiti (77.) .
Lostopf 4: Paraguay (46.), Peru (47.), Bolivien (68.) und Venezuela (83.).

## Gruppenphase

### Gruppe A
| Pl. | Land       | Sp. | S | U | N | Tore    | Diff. | Punkte |
| --- | ---------- | --- | - | - | - | ------- | ----- | ------ |
| 1.  | USA        | 3   | 2 | 0 | 1 | 005:200 | +3    | 06     |
| 2.  | Kolumbien  | 3   | 2 | 0 | 1 | 006:400 | +2    | 06     |
| 3.  | Costa Rica | 3   | 1 | 1 | 1 | 003:600 | −3    | 04     |
| 4.  | Paraguay   | 3   | 0 | 1 | 2 | 001:300 | −2    | 01     |

|                                                                         |   |            |           |
| 3. Juni 2016 um 18:30 Uhr (4. Juni um 03:30 Uhr MESZ) in Santa Clara    |   |            |           |
| USA                                                                     | – | Kolumbien  | 0:2 (0:2) |
| 4. Juni 2016 um 17:00 Uhr (23:00 Uhr MESZ) in Orlando                   |   |            |           |
| Costa Rica                                                              | – | Paraguay   | 0:0       |
| 7. Juni 2016 um 19:00 Uhr (8. Juni um 02:00 Uhr MESZ) in Chicago        |   |            |           |
| USA                                                                     | – | Costa Rica | 4:0 (3:0) |
| 7. Juni 2016 um 19:30 Uhr (8. Juni um 04:30 Uhr MESZ) in Pasadena       |   |            |           |
| Kolumbien                                                               | – | Paraguay   | 2:1 (2:0) |
| 11. Juni 2016 um 19:00 Uhr (12. Juni um 01:00 Uhr MESZ) in Philadelphia |   |            |           |
| USA                                                                     | – | Paraguay   | 1:0 (1:0) |
| 11. Juni 2016 um 20:00 Uhr (12. Juni um 03:00 Uhr MESZ) in Houston      |   |            |           |
| Kolumbien                                                               | – | Costa Rica | 2:3 (1:2) |

### Gruppe B
| Pl. | Land      | Sp. | S | U | N | Tore    | Diff. | Punkte |
| --- | --------- | --- | - | - | - | ------- | ----- | ------ |
| 1.  | Peru      | 3   | 2 | 1 | 0 | 004:200 | +2    | 07     |
| 2.  | Ecuador   | 3   | 1 | 2 | 0 | 006:200 | +4    | 05     |
| 3.  | Brasilien | 3   | 1 | 1 | 1 | 007:200 | +5    | 04     |
| 4.  | Haiti     | 3   | 0 | 0 | 3 | 001:120 | −11   | 0      |

|                                                                            |   |         |           |
| 4. Juni 2016 um 16:30 Uhr (5. Juni um 01:30 Uhr MESZ) in Seattle           |   |         |           |
| Haiti                                                                      | – | Peru    | 0:1 (0:0) |
| 4. Juni 2016 um 19:00 Uhr (5. Juni um 04:00 Uhr MESZ) in Pasadena          |   |         |           |
| Brasilien                                                                  | – | Ecuador | 0:0       |
| 8. Juni 2016 um 19:30 Uhr (9. Juni um 01:30 Uhr MESZ) in Orlando           |   |         |           |
| Brasilien                                                                  | – | Haiti   | 7:1 (3:0) |
| 8. Juni 2016 um 20:00 Uhr (9. Juni um 04:00 Uhr MESZ) in Glendale          |   |         |           |
| Ecuador                                                                    | – | Peru    | 2:2 (1:2) |
| 12. Juni 2016 um 18:30 Uhr (13. Juni um 00:30 Uhr MESZ) in East Rutherford |   |         |           |
| Ecuador                                                                    | – | Haiti   | 4:0 (2:0) |
| 12. Juni 2016 um 20:30 Uhr (13. Juni um 02:30 Uhr MESZ) in Foxborough      |   |         |           |
| Brasilien                                                                  | – | Peru    | 0:1 (0:0) |

### Gruppe C
| Pl. | Land      | Sp. | S | U | N | Tore    | Diff. | Punkte |
| --- | --------- | --- | - | - | - | ------- | ----- | ------ |
| 1.  | Mexiko    | 3   | 2 | 1 | 0 | 006:200 | +4    | 07     |
| 2.  | Venezuela | 3   | 2 | 1 | 0 | 003:100 | +2    | 07     |
| 3.  | Uruguay   | 3   | 1 | 0 | 2 | 004:400 | ±0    | 03     |
| 4.  | Jamaika   | 3   | 0 | 0 | 3 | 000:600 | −6    | 0      |

|                                                                        |   |           |           |
| 5. Juni 2016 um 16:00 Uhr (23:00 Uhr MESZ) in Chicago                  |   |           |           |
| Jamaika                                                                | – | Venezuela | 0:1 (0:1) |
| 5. Juni 2016 um 18:00 Uhr (6. Juni um 02:00 Uhr MESZ) in Glendale      |   |           |           |
| Mexiko                                                                 | – | Uruguay   | 3:1 (1:0) |
| 9. Juni 2016 um 19:30 Uhr (10. Juni um 01:30 Uhr MESZ) in Philadelphia |   |           |           |
| Uruguay                                                                | – | Venezuela | 0:1 (0:1) |
| 9. Juni 2016 um 19:00 Uhr (10. Juni um 04:00 Uhr MESZ) in Pasadena     |   |           |           |
| Mexiko                                                                 | – | Jamaika   | 2:0 (1:0) |
| 13. Juni 2016 um 19:00 Uhr (14. Juni um 02:00 Uhr MESZ) in Houston     |   |           |           |
| Mexiko                                                                 | – | Venezuela | 1:1 (0:1) |
| 13. Juni 2016 um 19:00 Uhr (14. Juni um 04:00 Uhr MESZ) in Santa Clara |   |           |           |
| Uruguay                                                                | – | Jamaika   | 3:0 (1:0) |

### Gruppe D
| Pl. | Land        | Sp. | S | U | N | Tore    | Diff. | Punkte |
| --- | ----------- | --- | - | - | - | ------- | ----- | ------ |
| 1.  | Argentinien | 3   | 3 | 0 | 0 | 010:100 | +9    | 09     |
| 2.  | Chile       | 3   | 2 | 0 | 1 | 007:500 | +2    | 06     |
| 3.  | Panama      | 3   | 1 | 0 | 2 | 004:100 | −6    | 03     |
| 4.  | Bolivien    | 3   | 0 | 0 | 3 | 002:700 | −5    | 0      |

|                                                                         |   |          |           |
| 6. Juni 2016 um 19:00 Uhr (7. Juni um 01:00 Uhr MESZ) in Orlando        |   |          |           |
| Panama                                                                  | – | Bolivien | 2:1 (1:0) |
| 6. Juni 2016 um 19:00 Uhr (7. Juni um 04:00 Uhr MESZ) in Santa Clara    |   |          |           |
| Argentinien                                                             | – | Chile    | 2:1 (0:0) |
| 10. Juni 2016 um 19:00 Uhr (11. Juni um 01:00 Uhr MESZ) in Foxborough   |   |          |           |
| Chile                                                                   | – | Bolivien | 2:1 (0:0) |
| 10. Juni 2016 um 20:30 Uhr (11. Juni um 03:30 Uhr MESZ) in Chicago      |   |          |           |
| Argentinien                                                             | – | Panama   | 5:0 (1:0) |
| 14. Juni 2016 um 20:00 Uhr (15. Juni um 02:00 Uhr MESZ) in Philadelphia |   |          |           |
| Chile                                                                   | – | Panama   | 4:2 (2:1) |
| 14. Juni 2016 um 19:00 Uhr (15. Juni um 04:00 Uhr MESZ) in Seattle      |   |          |           |
| Argentinien                                                             | – | Bolivien | 3:0 (3:0) |

## Finalrunde
| Geografische Übersicht über die Teilnehmer und ihre Platzierung: |               |               |
| Turniersieger                                                    | Dritter Platz | Viertelfinale |
| Finalist                                                         | Vierter Platz | Gruppenphase  |

In der Finalrunde wird der Sieger bei einem Unentschieden nach der regulären Spieldauer wie folgt ermittelt:
- In den Viertel- und Halbfinalspielen sowie dem Spiel um Platz 3 folgt ein direktes Elfmeterschießen. Es gibt keine Verlängerung.
- Im Finale wird eine reguläre 30-minütige Verlängerung gespielt. Sollte nach dieser Zeit das Spiel unentschieden stehen, folgt ein Elfmeterschießen.

|  | Viertelfinale | Viertelfinale |               |               | Halbfinale       | Halbfinale |  |  | Finale        | Finale        |
|  |               |               |               |               |                  |            |  |  |               |               |
|  | 16. Juni 2016 |               |               |               |                  |            |  |  |               |               |
|  | USA           | 2             |               |               |                  |            |  |  |               |               |
|  | USA           | 2             | 21. Juni 2016 |               |                  |            |  |  |               |               |
|  | Ecuador       | 1             |               |               |                  |            |  |  |               |               |
|  | Ecuador       | 1             | USA           | 0             |                  |            |  |  |               |               |
|  |               |               | USA           | 0             |                  |            |  |  |               |               |
|  |               | Argentinien   | 4             |               |                  |            |  |  |               |               |
|  | Argentinien   | Argentinien   | 4             | 4             |                  |            |  |  |               |               |
|  | Argentinien   |               |               | 4             |                  |            |  |  |               |               |
|  | Venezuela     | 1             |               | 26. Juni 2016 | 26. Juni 2016    |            |  |  |               |               |
|  | 18. Juni 2016 | 18. Juni 2016 | Argentinien   | 0 (2)         |                  |            |  |  |               |               |
|  | 17. Juni 2016 | 17. Juni 2016 |               | Chile         | 0 (4) 1          |            |  |  |               |               |
|  | Peru          | 0 (2)         |               |               |                  |            |  |  |               |               |
|  | Kolumbien     | 10 (4) 1      |               |               |                  |            |  |  |               |               |
|  | Kolumbien     | 10 (4) 1      | Kolumbien     | 0             |                  |            |  |  |               |               |
|  |               |               | Kolumbien     | 0             | Spiel um Platz 3 |            |  |  |               |               |
|  |               | Chile         | 2             |               |                  |            |  |  |               |               |
|  | Mexiko        | Chile         | 2             | 0             | USA              | 0          |  |  |               |               |
|  | Mexiko        | 22. Juni 2016 |               | 0             | USA              | 0          |  |  |               |               |
|  | Chile         | 7             |               | Kolumbien     | 1                |            |  |  |               |               |
|  | Chile         | 7             |               |               | 1                |            |  |  |               |               |
|  | 18. Juni 2016 | 18. Juni 2016 |               |               |                  |            |  |  | 25. Juni 2016 | 25. Juni 2016 |

1 Sieg im Elfmeterschießen

### Viertelfinale
|                                                                            |   |           |                |
| 16. Juni 2016 um 18:30 Uhr (17. Juni um 03:30 Uhr MESZ) in Seattle         |   |           |                |
| USA                                                                        | – | Ecuador   | 2:1 (1:0)      |
| 17. Juni 2016 um 20:00 Uhr (18. Juni um 02:00 Uhr MESZ) in East Rutherford |   |           |                |
| Peru                                                                       | – | Kolumbien | 0:0, 2:4 i. E. |
| 18. Juni 2016 um 19:00 Uhr (19. Juni um 01:00 Uhr MESZ) in Foxborough      |   |           |                |
| Argentinien                                                                | – | Venezuela | 4:1 (2:0)      |
| 18. Juni 2016 um 19:00 Uhr (19. Juni um 04:00 Uhr MESZ) in Santa Clara     |   |           |                |
| Mexiko                                                                     | – | Chile     | 0:7 (0:2)      |

### Halbfinale
|                                                                    |   |             |           |
| 21. Juni 2016 um 20:00 Uhr (22. Juni um 03:00 Uhr MESZ) in Houston |   |             |           |
| USA                                                                | – | Argentinien | 0:4 (0:2) |
| 22. Juni 2016 um 19:00 Uhr (23. Juni um 02:00 Uhr MESZ) in Chicago |   |             |           |
| Kolumbien                                                          | – | Chile       | 0:2 (0:2) |

### Spiel um Platz 3
|                                                                     |   |           |           |
| 25. Juni 2016 um 17:00 Uhr (26. Juni um 02:00 Uhr MESZ) in Glendale |   |           |           |
| USA                                                                 | – | Kolumbien | 0:1 (0:1) |

### Finale
|                                                                            |   |       |                      |
| 26. Juni 2016 um 20:00 Uhr (27. Juni um 02:00 Uhr MESZ) in East Rutherford |   |       |                      |
| Argentinien                                                                | – | Chile | 0:0 n. V., 2:4 i. E. |

## Auszeichnungen

### Bester Spieler
- Alexis Sánchez wurde zum besten Spieler des Turniers gekürt.[35]

### Torschützenkönig
- Eduardo Vargas wurde mit sechs Toren Torschützenkönig des Turniers. Er erzielte in der Gruppenphase gegen Panama zwei Tore sowie vier Tore im Viertelfinale gegen Mexiko, in dem er jeweils auch zum Man of the Match gewählt wurde.[35]

### Bester Torhüter
- Claudio Bravo wurde zum besten Torhüter des Turniers ernannt. In sechs Spielen blieb er dreimal ohne Gegentreffer – allesamt in der K.-o.-Phase – und hatte somit großen Anteil am Titelgewinn.[35]

### Fairplay-Preis
- Argentinien erhielt die Auszeichnung als fairste Mannschaft im Turnier.[35]

### Mannschaft des Turniers
Zudem stellte die Technische Kommission die Mannschaft des Turniers zusammen:
| Torhüter      | Abwehr                                                    | Mittelfeld                                      | Stürmer                                    |
| ------------- | --------------------------------------------------------- | ----------------------------------------------- | ------------------------------------------ |
| Claudio Bravo | Mauricio Isla Nicolás Otamendi Gary Medel Jean Beausejour | Javier Mascherano Arturo Vidal Charles Aránguiz | Lionel Messi Eduardo Vargas Alexis Sánchez |

## Beste Torschützen
Nachfolgend sind die besten Torschützen des Turniers gelistet. Bei gleicher Trefferanzahl sind die Spieler alphabetisch geordnet.
| Rang | Spieler               | Tore |
| ---- | --------------------- | ---- |
| 1    | Eduardo Vargas        | 6    |
| 2    | Lionel Messi          | 5    |
| 3    | Gonzalo Higuaín       | 4    |
| 4    | Philippe Coutinho     | 3    |
|      | Clint Dempsey         | 3    |
|      | Alexis Sánchez        | 3    |
| 7    | Renato Augusto        | 2    |
|      | Carlos Bacca          | 2    |
|      | Erik Lamela           | 2    |
|      | José Pedro Fuenzalida | 2    |
|      | Ezequiel Lavezzi      | 2    |
|      | Blas Pérez            | 2    |
|      | Edson Puch            | 2    |
|      | James Rodríguez       | 2    |
|      | Salomón Rondón        | 2    |
|      | Enner Valencia        | 2    |
|      | Arturo Vidal          | 2    |
| 15   | 43 Spieler            | 1    |

Hinzu kommen drei Eigentore: Álvaro Pereira (Uruguay) im ersten Gruppenspiel gegen Mexiko, Frank Fabra (Kolumbien) im letzten Gruppenspiel gegen Costa Rica sowie Je-Vaughn Watson (Jamaika) im letzten Gruppenspiel gegen Uruguay.

## Schiedsrichter
Am 5. Mai 2016 gaben die CONCACAF und CONMEBOL 17 Schiedsrichter plus jeweils zwei Schiedsrichterassistenten bekannt. Acht weitere unterstützende Schiedsrichter (beispielsweise als Vierte Offizielle) ergeben die Gesamtzahl von 59 Unparteiischen aus 19 Ländern, die die Spiele geleitet haben.
| Schiedsrichter        | Linienrichter                           | Spiele |    |   |   | Anmerkungen                                                |
| --------------------- | --------------------------------------- | ------ | -- | - | - | ---------------------------------------------------------- |
| Patricio Loustau      | Ezequiel Brailovsky Ariel Mariano Scime | 3      | 11 | 0 | 1 |                                                            |
| Gery Vargas           | Javier Bustillos Juan Pablo Montaño     | 1      | 2  | 0 | 0 |                                                            |
| Héber Lopes           | Kléber Gil Bruno Boschilia              | 3      | 13 | 2 | 1 | Finale                                                     |
| Wilton Sampaio        | Gustavo Rossi () Alexander León ()      | 1      | 1  | 0 | 0 | Ursprünglich als unterstützender Schiedsrichter vorgesehen |
| Julio Bascuñán        | Carlos Astroza Christian Schiemann      | 2      | 14 | 1 | 0 |                                                            |
| Wilmar Roldán         | Alexander Guzmán Wilmar Navarro         | 2      | 8  | 2 | 1 |                                                            |
| Wilson Lamouroux      | Alexander Guzmán Corey Parker ()        | 1      | 2  | 0 | 0 | Ursprünglich als unterstützender Schiedsrichter vorgesehen |
| Ricardo Montero       | Octavio Jara Juan Mora                  | 1      | 7  | 0 | 0 |                                                            |
| Yadel Martínez        | Hiran Dopico Cristian Ramírez ()        | 1      | 6  | 0 | 0 |                                                            |
| Roddy Zambrano        | Luis Vera Juan Macias                   | 2      | 6  | 0 | 0 |                                                            |
| Joel Aguilar          | Juan Zumba William Torres               | 2      | 14 | 2 | 0 |                                                            |
| Roberto García Orozco | José Luis Camargo Alberto Morín         | 2      | 6  | 0 | 0 | Eröffnungsspiel                                            |
| John Pitti            | Daniel Williamson Gabriel Victoria      | 1      | 5  | 0 | 0 |                                                            |
| Enrique Cáceres       | Eduardo Cardozo Milciades Saldívar      | 2      | 7  | 2 | 0 |                                                            |
| Víctor Carrillo       | Jorge Yupanqui Coty Carrera             | 2      | 9  | 0 | 1 |                                                            |
| Mark Geiger           | Charles Morgante Joe Fletcher ()        | 1      | 2  | 0 | 0 |                                                            |
| Jair Marrufo          | Peter Manikowski Corey Rockwell         | 1      | 5  | 0 | 0 |                                                            |
| Andrés Cunha          | Nicolás Tarán Richard Trinidad          | 1      | 3  | 0 | 0 |                                                            |
| Daniel Fedorczuk      | Nicolás Tarán Richard Trinidad          | 2      | 12 | 1 | 1 | Ursprünglich als unterstützender Schiedsrichter vorgesehen |
| José Argote           | Luis Murillo Luis Sánchez               | 1      | 5  | 0 | 0 |                                                            |

## Fernsehübertragung
In Deutschland wurden die Rechte zur Liveübertragung von ProSiebenSat.1 Media erworben. Einige der Spiele wurden von den zur Mediengruppe gehörenden Sendern kabel eins und Sat.1 übertragen: Kabel eins übertrug zwölf der 24 Vorrundenspiele, ab dem Viertelfinale übertrug Sat.1 sieben K.-o.-Spiele. Die Übertragung der Copa America wurde bei Sat.1 programmatisch gepaart mit der Übertragung von 6 Gruppenspielen der Fußball-Europameisterschaft 2016. Zudem wurden alle Spiele des Turniers auf ran.de als Internet-Livestream angeboten. Sämtliche vergangene Spiele des Turniers waren auf ran.de nochmals als Video-on-Demand abrufbar. Für Sat.1, kabel eins und ran.de kommentierten Markus Götz, Hansi Küpper und Uwe Morawe.
Für die Übertragungsrechte in Österreich und der Schweiz konnte kein Abnehmer gefunden werden.

## Kontroversen

### Gruppenspiel Mexiko – Uruguay
Am 5. Juni beim Gruppenspiel zwischen Mexiko und Uruguay in Glendale wurde anstatt der Nationalhymne Uruguays fälschlicherweise die Hymne Chiles gespielt. Viele uruguayische Spieler schienen verwirrt, als die chilenische Hymne erklang. Die Hymne der Uruguayer wurde nie gespielt. In einer Stellungnahme entschuldigte sich der Veranstalter für diesen Fehler beim „Verband Uruguays, der Nationalmannschaft, dem Volk und den Fans“. Das Abspielen der falschen Hymne sei ein menschlicher Fehler gewesen. Die uruguayischen Spieler wie Diego Fagúndez und Álvaro Pereira sprachen später von „Respektlosigkeit“.

### Gruppenspiel Panama – Bolivien
Am 6. Juni wurde beim Gruppenspiel zwischen Panama und Bolivien in Orlando auf der Videowand eine falsche bolivianische Flagge dargestellt. Die Nationalflagge besteht aus drei gleich großen, horizontalen Streifen: oben Rot, in der Mitte Gelb und unten Grün. Auf der Videowand wurde die Nationalflagge allerdings oben Grün, in der Mitte Gelb und unten Rot dargestellt.

### Gruppenspiel Argentinien – Chile
Am 6. Juni wurde beim Gruppenspiel zwischen Argentinien und Chile in Santa Clara die zweite Hälfte der chilenischen Hymne durch einen Song des Rappers Pitbull unterbrochen. Die Hymne ertönte danach nicht noch einmal, die Chilenen sangen jedoch ihre Hymne weiter.